# Piatimorsk
Piatimorsk (ros. Пятиморск) – wieś w Rosji, w obwodzie wołgogradzkim, w rejonie kałaczowskim. W 2010 liczyła 2567 mieszkańców.